# Nicolas Desmarets (contrôleur général des finances)
Pour les articles homonymes, voir Nicolas Desmarets, Desmarets et Maillebois (homonymie).
Nicolas Desmarets (ou Desmaretz), marquis de Maillebois, né le 10 septembre 1648 à Paris et mort en son hôtel particulier de la rue Saint-Marc le 4 mai 1721, est un homme d'État français.

## Biographie
Issu d'une famille d'origine picarde, il est le fils de Jean Desmarets, écuyer, Intendant de Justice de Soissons, et de Marie Colbert (1626-1703) sœur de Jean-Baptiste Colbert,. Il étudie au collège des Jésuites de Reims, la ville des Colbert. D’abord employé par son oncle Jean-Baptiste Colbert, il entre au Conseil des Finances en 1672 et devient conseiller au Parlement de Paris. 
Il poursuit son ascension  maître des requêtes en 1674, puis conseiller d'État et intendant des finances en 1678. 
Une longue disgrâce débute en 1683 dans le cadre d'une affaire de refonte monétaire (affaire des pièces de quatre sols), disgrâce qui s'inscrit dans le passage au second plan de la famille Colbert. 
En 1703, il est nommé Directeur des finances, en remplacement de Hilaire Rouillé du Coudray, puis succède à Michel Chamillart comme Contrôleur général des finances, le 20 février 1708.
Il trouve une situation financière très difficile, avec la nécessité de financer la guerre de Succession d'Espagne au moment où sévit la grande famine de 1709. 
Pour soutenir l'effort de guerre, il associe les expédients habituels (aliénations de domaines, vente d'offices, rachats de capitation, manipulations monétaires…) et des décisions novatrices. Ainsi, en 1710, il organise la levée de l'impôt du dixième, frappant tous les revenus et, de ce fait, impôt très critiqué par les deux premiers ordres du royaume.
En dépit des succès remportés par le Contrôleur général dans sa mission, la noblesse l'associe à l'impopularité du dixième, surajouté à tous les autres au lieu de se substituer à eux, comme l’avaient préconisé Boisguilbert puis Vauban, ce qui lui vaut d'être renvoyé par le Régent dès le lendemain de la mort de Louis XIV, le 2 septembre 1715.
Il rédige, pour se défendre, un Mémoire sur l'administration des finances depuis 1708 jusqu'en 1715 adressé au Régent. Il évite d'ailleurs les dommages de la Chambre de Justice de 1716.

### Mariage et descendance
Il épouse en 1673 Madeleine Béchameil de Nointel, fille de Louis de Béchameil, Marquis de Nointel, Surintendant général des Finances, et fin gastronome, et de Marie Colbert, sa cousine. Le couple laisse onze enfants :
- 1673 : naissance possible de Nicolas, mort jeune.
- 1674 : naissance avérée de Marie-Madeleine (1674-1736) qui épouse en 1695 le marquis Louis-Vincent de Goësbriand (ou Guesbriand), lieutenant général puis gouverneur de Verdun.
- 1675 : naissance avérée de Marie-Thérèse (1675-1761) qui entre à l'abbaye de Montmartre en 1694 puis devient abbesse d'Yerres, en région parisienne (Essonne aujourd'hui).
- 1678 : naissance avérée de Charlotte-Angélique (1678-1745), qui épouse en 1705 Charles Henri de Malon de Bercy, intendant des finances en 1709.
- 1680 : naissance supposée d'Elisabeth-Julie, qui entre en 1699 au prieuré de Villarceaux, diocèse de Rouen.
- 1682 : naissance avérée de Jean-Baptiste Desmarets (1682-1762), colonel, brigadier, lieutenant général puis maréchal de France (dit le « maréchal de Maillebois »).
- 1684 : naissance avérée de Louise (1684-1756) qui épouse en 1709 à Louis Pierre Maximilien de Béthune, marquis de Courville, pair de France, sixième duc de Sully en 1730 (1676-1761), d'où postérité Béthune-Sully, L'Aubespine-Sully, Desportes de Linières, Nectoux de L'Aubespine-Sully, Billecocq et Beguin-Billecocq.
- 1685 : naissance supposée de Louis (1685-?), baron de Châteauneuf, d'abord lieutenant de régiment puis colonel en 1706, colonel-lieutenant en 1709 puis brigadier d'armée en 1719 (service quitté en 1727).
- 1687 : naissance avérée de Pierre (1687-1771), l'abbé Desmaretz, commendataire de l'abbaye Saint-Bénigne de Dijon en 1710 puis prêtre en 1714 et abbé de Saint-Nicolas des Bois au diocèse de Laon en 1715 et enfin abbé de Montebourg en 1758.
- 1689 : naissance supposée de Henri, comte de Marville, que nous savons simplement capitaine dans un régiment de cavalerie en 1721.
- Charlotte-Thérèse : aucune information encore disponible à son sujet.

### Sociologie
Le parcours et le profil de Nicolas Desmaretz est typique des membres de la noblesse de robe de son temps, et particulièrement du monde des financiers (voir le mémoire de M. Dusart cité ci-dessous pour davantage de détails) :
- naissance dans le milieu de la finance
- mariage avec un autre membre de ce milieu de la finance
- ascension sociale par le service du roi au sein d'un grand lobby d'influence
- constitution d'une énorme fortune (entre 1,5 et 2 millions de livres à sa mort)
- volonté d'intégration dans une noblesse d'épée par la constitution d'un riche patrimoine foncier, par l'adoption d'un luxueux mode de vie, par les parcours de ses fils et les mariages de ses filles.

## Pour approfondir

### Sources
Fonds de famille des Malon de Bercy, Archives départementales du Val-de-Marne, 46 J.

### Pages connexes
- Château de Maillebois
- Famille de Malon de Bercy